# Fiord de Russell
El fiord de Russell (en anglès Russell Fjord) és un fiord que es troba a l'estat d'Alaska, als Estats Units. El fiord, amb una longitud de 50 quilòmetres i una amplada de 3,5, es troba al nord de la badia Disenchantment, al final de la glacera de Hubbard, a la capçalera de la badia Yakutat. El fiord va rebre aquest nom el 1906 per Marcus Baker, del Servei Geològic dels Estats Units en record a l'explorador Israel Russell, que va descobrir aquest cos d'aigua el 1891 mentre explorava la regió de Yakutat.

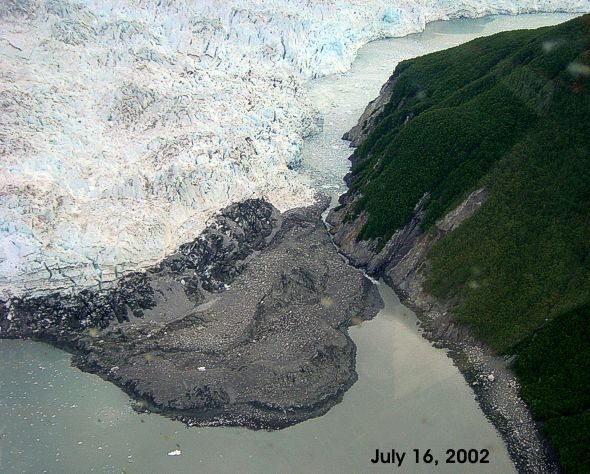
Glacera de Hubbard el 16 de juliol de 2002, quedant tancat el fiord Russell. Les aigües darrere la glacera pugen 18,6 metres en 10 setmanes, creant un breu llac de Russell.

El Congrés dels Estats Units va protegir 1.411 km² de la zona el 1980 en virtut de l'Alaska National Interest Lands Conservation Act. Aquest territori és administrat pel Servei Forestal dels Estats Units.
La badia Disenchantment queda bloquejada periòdicament per la glacera de Hubbard a Gilbert Point, fent del fiord Russell un llac d'aigua dolça fruit del desglaç de les glaceres. La darrera ruptura de la glacera de Hubbar va tenir lloc el 14 d'agost de 2002, després d'estar prop d'un mes bloquejada la badia, sent el segon jökulhlaup més gran documentat.